# Stanisław Błaszczak
Stanisław Błaszczak, ps. „Róg” (ur. 24 marca 1901 w Warszawie, zm. 26 kwietnia 1983 w Chicago) – podpułkownik kawalerii Wojska Polskiego, żołnierz Armii Krajowej, dowódca Rejonu 1 Obwodu I Śródmieście w Okręgu Warszawskim AK. W powstaniu warszawskim dowódca Zgrupowania „Róg” broniącego Starego Miasta, a następnie dowódca 36 pułku piechoty Legii Akademickiej AK. Kawaler Orderu Virtuti Militari. 

## Życiorys
Urodził się 24 marca 1901 w Warszawie, w rodzinie Władysława. Uczeń Szkoły Realnej Kazimierza Nawrockiego do 1918 kończąc 5 klas. Od 1913 był uczestnikiem tajnego skautingu. W 1918 uczestniczył w rozbrajaniu Niemców. Od maja 1919 służył ochotniczo w 12 pułku Odsieczy Lwowa. W kwietniu 1922 ukończył Wielkopolską Szkołę Podchorążych Piechoty w Bydgoszczy i został przydzielony do szwadronu karabinów maszynowych 7 pułku ułanów. Od grudnia 1922 do października 1923 uczestniczył w kursie Centralnej Szkoły Kawalerii w Grudziądzu. Po jego ukończeniu służył w 9 pułku strzelców konnych jako dowódca plutonu o p.o. dowódcy szwadronu (z przerwą w 1924 gdy kończył kurs w Centralnej Szkole Gimnastyki i Sportów w Poznaniu). W 1927 powołano go na oficera prowiantowego pułku, zaś w lutym 1928 na dowódcę szkoły podoficerskiej. Od lipca 1928 był zastępcą dowódcy szwadronu, zaś od grudnia instruktorem w szwadronie szkolnym. 
Od lipca 1929 był dowódcą I szwadronu w pułku. Od listopada 1929 do lutego 1931 odkomenderowano go do Samodzielnego Referatu Informacyjnego Dowództwa Okręgu Korpusu nr III w Grodnie. Po powrocie ponownie dowódca I szwadronu.
W sierpniu 1931 ukończył kurs dowódców szwadronów w Centrum Wyszkolenia Kawalerii w Grudziądzu i powrócił do 9 pułku strzelców konnych, gdzie powołano go na stanowisko adiutanta pułku. Od 1936 ponownie został dowódcą szwadronu. W 1937 zdobył mistrzostwo Podlaskiej Brygady Kawalerii w jeździe konnej.  
Uczestniczył w kampanii wrześniowej 1939, będąc adiutantem 20 pułku ułanów Kresowej Brygady Kawalerii. 11 września był ranny w trakcie walk. 
Od 1940 w konspiracji. Pełnił funkcję komendanta I Rejonu w Obwodzie I (rejon Śródmieścia) Armii Krajowej.
W powstaniu warszawskim dowódca Zgrupowania „Róg” na Starym Mieście. 8 sierpnia objął dowództwo nad obroną wschodniego odcinka Starego Miasta, następnie od 26 sierpnia – dowódca południowego odcinka obrony Starówki). Od 3 września dowódca obrony północnego Powiśla. Awansowany do stopnia podpułkownika. Od 20 września 1944 dowódca 36 pułku piechoty Legii Akademickiej AK. 
Po upadku powstania znalazł się w niewoli niemieckiej (m.in. oflag Fallingbostel i od lutego 1945 – Sandbostel). Po wyzwoleniu pozostał na emigracji. Od 1949 był wiceprzewodniczącym Koła AK w Oddziale Westfalia - Nadrenia. Następnie wyemigrował do Stanów Zjednoczonych, gdzie zmarł w 1983 roku.

## Ordery i odznaczenia
- Krzyż Srebrny Orderu Virtuti Militari nr 11692
- Srebrny Krzyż Zasługi (19 marca 1937)[3]